# Mathilde Kschessinska
Mathilde Kschessinska (en russe : Матильда Феликсовна Кшесинская, Matilda Feliksovna Kchessinskaïa ; en polonais : Matylda Krzesińska), née le 31 août 1872 à Ligovo, près de Peterhof et morte le 6 décembre 1971 à Paris, est une danseuse polonaise vivant en Russie.

## Biographie
Fille d'un danseur polonais, Felix Adam Valerian Krzesiński (1823-1905), issu d'une famille noble, elle étudie à l'École impériale de ballet de Saint-Pétersbourg. En 1890, elle entre au théâtre Mariinsky et y restera jusqu'en 1917. Elle est nommée prima ballerina en 1893, puis prima ballerina assoluta deux ans plus tard.
Elle est l'une des premières danseuses russes à se former à l'école italienne auprès d'Enrico Cecchetti. Célèbre pour ses nombreux rôles dans les ballets de Marius Petipa, elle allie virtuosité, don de comédienne et talent dramatique.
À partir de 1890, elle entretient une liaison avec le tsarévitch Nicolas Alexandrovitch (futur Nicolas II), puis après leur rupture, avec d'autres grands-ducs de Russie, Serge et André.
En mars 1917, les bolcheviks réquisitionnent son hôtel particulier pour en faire leur QG. Tout l'été, du haut du balcon, Lénine, leur chef, y harangua ses troupes.

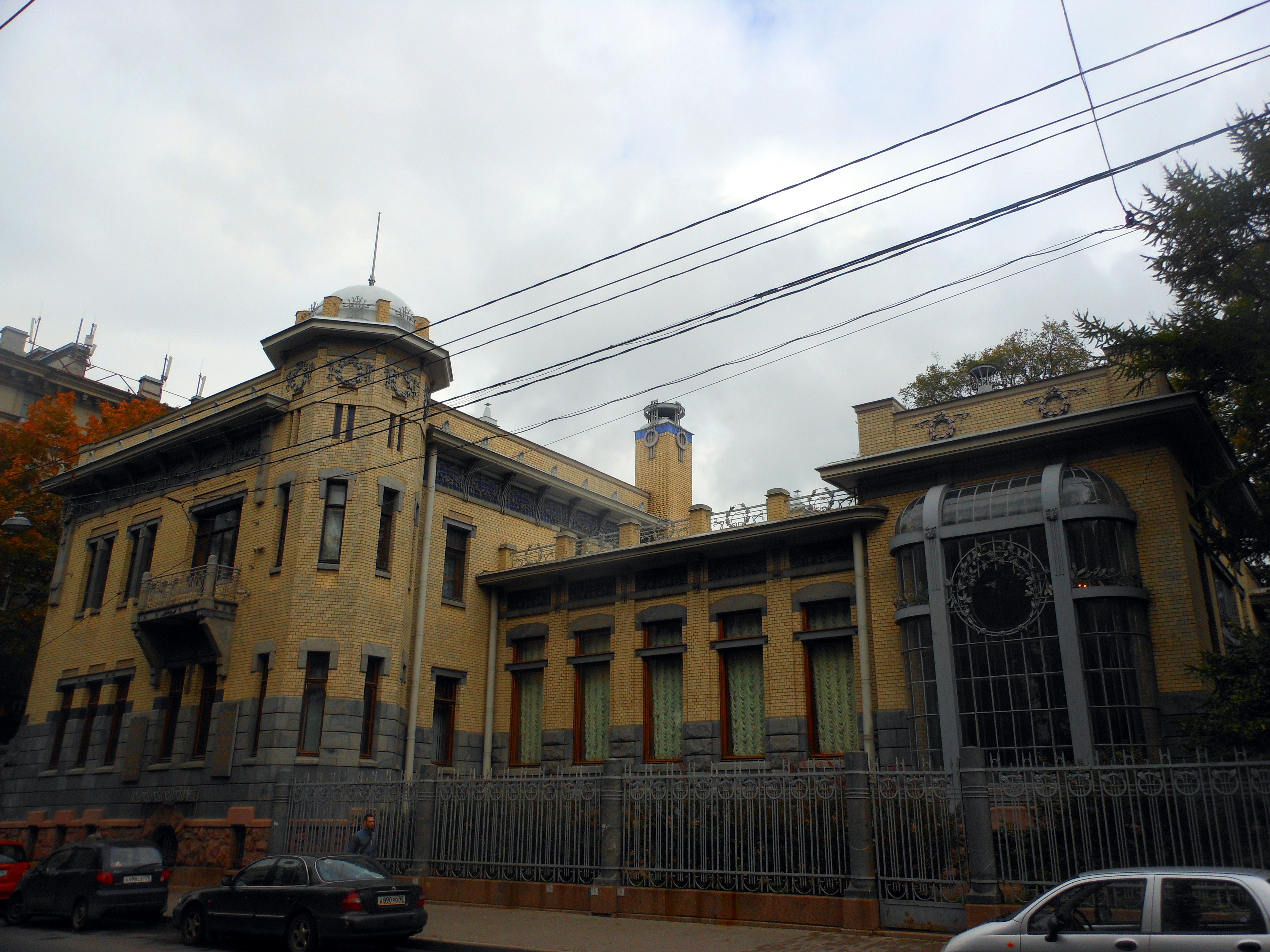
Hôtel particulier de la Kschessinska

À la Révolution russe, elle est contrainte de quitter le pays et s'installe à Paris en 1920. L'année suivante, elle épouse le grand-duc André qui reconnaît son fils Vladimir Andréïevitch Romanoff, prince Romanovsky-Krasinsky (30 juin 1902-23 avril 1974) et elle est titrée princesse Romanovskaïa-Krassinskaïa, par le grand-duc Cyrille, frère de son époux.
En 1929, elle ouvre une école de danse à Paris et compte notamment parmi ses élèves Boris Kniaseff, Yvette Chauviré, Alicia Markova, Tamara Toumanova et Margot Fonteyn.

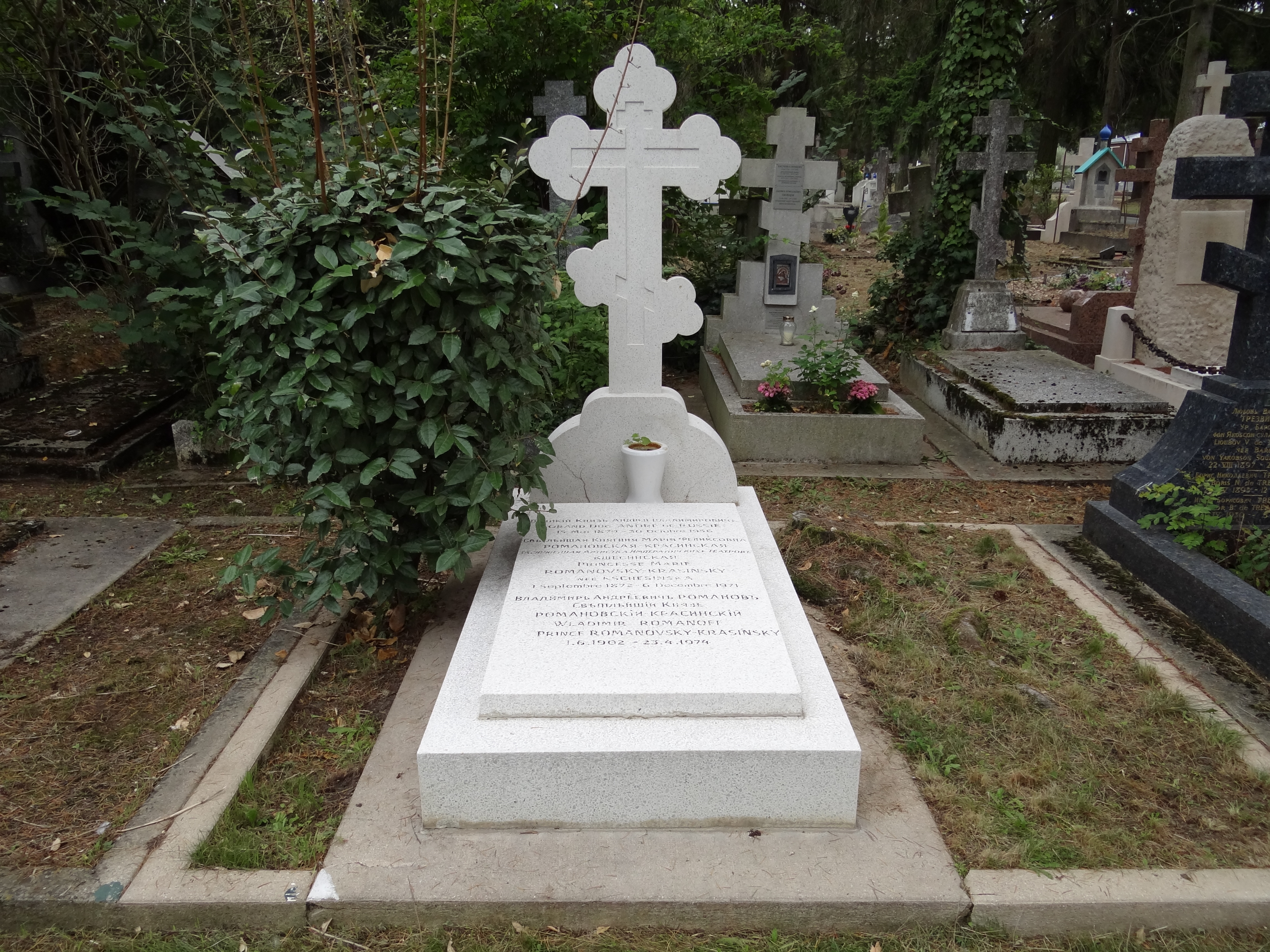
La tombe d'André Vladimirovitch de Russie et de sa famille au cimetière russe de Sainte-Geneviève-des-Bois (Essonne).

Elle écrit ses mémoires, intitulés Souvenirs de la Kschessinska (Paris, Plon, 1960, d'après le manuscrit original en russe) et meurt à Paris en 1971, âgée de 99 ans. Elle est enterrée au cimetière russe de Sainte-Geneviève-des-Bois.